# Мессали Хадж, Ахмед
Ахмед Мессали Хадж (араб. مصالي الحاج‎; англ. Ahmed Ben Messali Hadj; 16 мая 1898 — 30 июня 1974) — алжирский политик.

## «Североафриканская звезда»
Родился в 1898 году в Тлемсене. Его отец Хаджи Ахмед Мессали имел турецкие корни.
В 1918—1921 годах Мессали Хадж служил во французской армии. Арестовывался за протурецкие симпатии и пропаганду кемализма. Симпатизировал Октябрьской революции. С 1924 года состоял во Французской коммунистической партии (до 1930 года) и в федерации «Межколониальный союз» (эта федерация объединяла выходцев из французских североафриканских колоний, живущих во Франции). В 1926 году Мессали Хадж был в числе основателей организации «Североафриканская звезда» («Étoile Nord-Africaine»). В июле этого же года был избран её генеральным секретарем, в 1928 году — председателем.
В 1927 году участвует в антиимпериалистическом конгрессе, проходящем в Брюсселе, на котором учреждается Лига против империализма. На этом же конгрессе встречается с Хо Ши Мином. После возвращения во Францию и запрета в 1929 году «Североафриканской звезды», действует в подполье.
В начале 1930-х годов под влиянием идей Шакиба Арслана Мессали отходит от коммунистических взглядов в сторону арабского национализма. В 1937 году возвращается в Алжир, где действует в среде городских рабочих и крестьян. В марте этого же года он формирует Партию алжирского народа (ППА). Новая организация ставила своей целью мобилизацию алжирского рабочего класса как на родине, так и во Франции для улучшения собственного положения через политическое действие. Согласно Мессали Хаджу, это было неотделимо от борьбы за независимость Алжира, в которой должны были объединиться социалистические и исламские ценности.
ППА подвергается постоянным преследованиям со стороны французских властей. В августе 1937 — августе 1939 года и в октябре 1939 — июне 1946 года Мессали Хадж находится в заключении.

## Борьба за независимость
В период Второй мировой войны Мессали вместе с Ферхатом Аббасом создает боевую революционную организацию «Друзья Манифеста и Свободы» (ДМС). В короткое время газета ДМС «Égalité» получает около 500 000 подписчиков, демонстрируя огромный интерес к теме независимости Алжира. В тот период ДМС и Мессали Хадж привлекали огромное число алжирцев идеями борьбы за независимость в противоположность организациям, поддерживавшим идею автономии страны.
Зима 1944—1945 года была отмечена ростом социальной напряженности — нехваткой промышленных товаров, безработицей и т. д. В мае 1945 года под руководством ДМС в 21 городе страны прошли демонстрации, участники которых требовали освобождения Мессали Хаджа и независимости Алжира.
После освобождения Мессали из-под ареста и возвращения его в Алжир, в ноябре 1946 года он создает Движение за триумф демократических свобод (МТЛД). Ферхат Аббас в апреле 1946 года вышел из ДМС, и выступал с позиции свободной федерации Алжира и Франции. В 1952 году после одной из антифранцузских демонстраций Мессали Хадж был выслан во Францию.
МТЛД из-за своего радикализма не пользовалась поддержкой консервативной исламской части общества Алжира. Однако среди рабочих-алжирцев во Франции Движение имело серьёзное влияние. В 1954 году в организации Мессали Хаджа произошёл раскол. Радикальные члены организации, выступавшие за начало вооружённой борьбы с Францией, вышли из МТЛД, а затем приняли участие в формировании Фронта национального освобождения.
В 1954 году, когда разгорелась война за независимость, Мессали создал Алжирское национальное движение (АНД). АНД поддерживало политику насильственной революционной войны и полной независимости страны от Франции, что было близко к позиции ФНО. Несмотря на это, во время войны происходили постоянные конфликты между АНД и ФНО. Военное крыло ФНО — Армия национального освобождения — ещё в самом начале войны занималась проведением партизанский акций против сторонников Мессали Хаджа, что привело к серьёзной потере влияния АНД в Алжире. Вражда между ФНО и АНД отразилась также и на внутренней жизни алжирской общины во Франции, войдя в историю, как «кофейные войны» («Café Wars»), унесшие жизни около 5 тысяч человек.
После завершения войны, Мессали и его сторонники пытались заниматься легальной деятельностью в Алжире. Однако пришедший к власти ФНО ввёл в стране однопартийную систему. В 1962 году Мессали Хадж эмигрировал во Францию, и имел слабое влияние на алжирскую политическую жизнь.